# Stary Sącz (gmina)

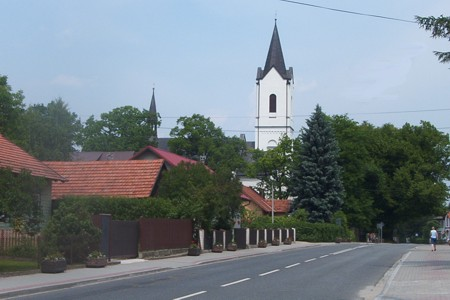
Barcice, na drugim planie wieża kościelna

Stary Sącz – gmina miejsko-wiejska w województwie małopolskim, w powiecie nowosądeckim. W latach 1975–1998 gmina położona była w województwie nowosądeckim. Siedzibą gminy jest Stary Sącz.
Sąsiaduje z gminami Łącko, Nawojowa, Podegrodzie, Rytro, Szczawnica oraz miastem Nowy Sącz.

## Geografia
Gmina położona jest w samym centrum Kotliny Sądeckiej. Zajmuje obszar 102,41 km², w tym: użytki rolne 46%, użytki leśne 41%. Stanowi to 6,61% powierzchni powiatu. Łączą się tu dwie rzeki – Dunajec i Poprad. Krzyżują się tu również dwa trakty wiodące przez Muszynę na Słowację oraz na Podhale. Większość obszaru gminy leży w obszarze Popradzkiego Parku Krajobrazowego.

## Sołectwa
Barcice Dolne, Barcice, Gaboń, Gaboń Praczka, Gołkowice Dolne, Gołkowice Górne, Łazy Biegonickie, Mostki, Moszczenica Niżna, Moszczenica Wyżna, Myślec, Popowice, Przysietnica, Skrudzina, Wola Krogulecka oraz miasto Stary Sącz.

## Historia
W 1257 r. książę krakowsko-sandomierski Bolesław Wstydliwy podarował swojej żonie Kindze ziemię sądecką. W 1280 r. księżna ufundowała dwa klasztory – klarysek i Franciszkanów. Prawa miejskie Stary Sącz uzyskał w 1358 r. W 1683 r. wracając spod Wiednia król Jan III Sobieski spotkał się z żoną Marysieńką. W 1795 znaczną część miasta zniszczył wielki pożar.

## Demografia

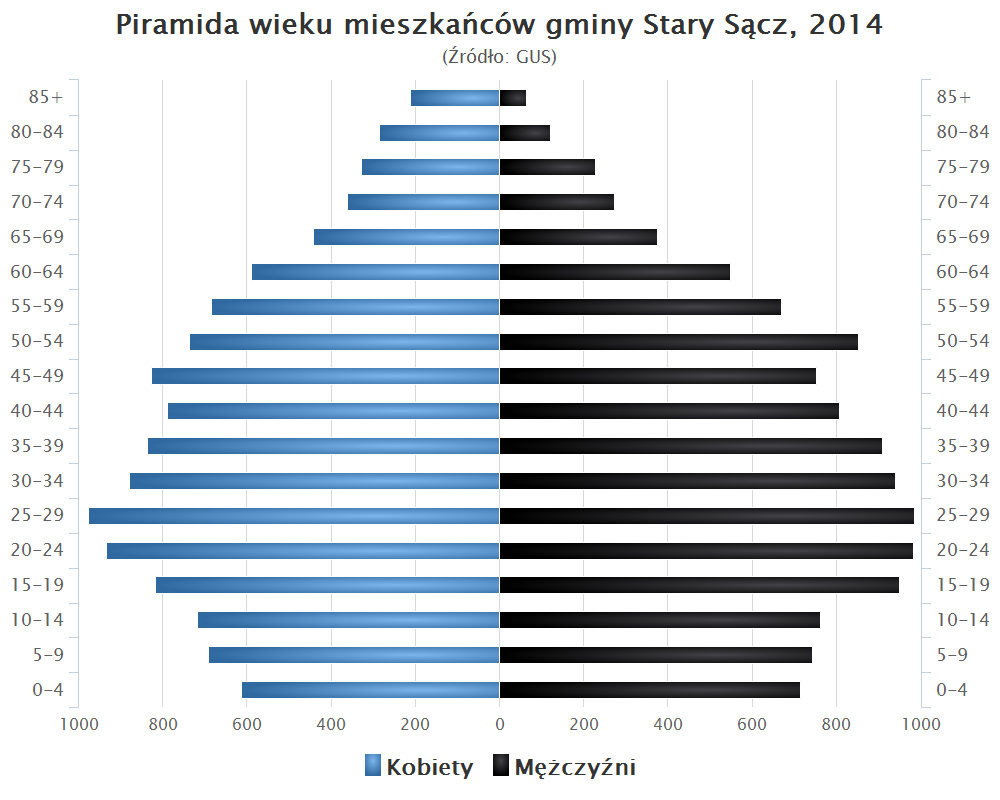
Piramida wieku mieszkańców gminy Stary Sącz w 2014 roku

## Zabytki
- Zabytki Starego Sącza.
- Kościół w Barcicach z 1901 r. Ołtarz główny z 1622 r., w ołtarzu obraz Wniebowzięcia Matki Boskiej z 1600 r. W ołtarzach bocznych znajdują się części tryptyków z lat 1470–1480 ze szkoły sądeckiej.

## Gospodarka
Znaczna część mieszkańców gminy pracuje rolnictwie i sadownictwie. Ponadto coraz częściej prowadzą własną działalność gospodarczą. W Starym Sączu są to głównie firmy handlowe, w gminie placówki handlowe i usługowe, a także liczne tartaki, cegielnia, młyn, ubojnie zwierząt, zakład przetwórstwa mięsa, ferma drobiu oraz liczne gospodarstwa specjalistyczne. W końcu 1999 r. funkcjonowało na terenie miasta i gminy 845 przedsiębiorstw, z czego 57% w mieście i 43% w gminie.